# Psychotria erythrocarpa
Psychotria erythrocarpa är en måreväxtart som beskrevs av Diederich Franz Leonhard von Schlechtendal. Psychotria erythrocarpa ingår i släktet Psychotria och familjen måreväxter. Inga underarter finns listade i Catalogue of Life.